# Vidocq - La maschera senza volto
Vidocq - La maschera senza volto (Vidocq) è un film francese del 2001 diretto da Pitof, ispirato alla figura storica di Eugène-François Vidocq (1775–1857), interpretato da Gérard Depardieu. 

## Trama
Parigi, 1830. L'investigatore privato Vidocq insegue uno strano individuo che indossa un lungo mantello nero con cappuccio e una maschera d'oro a specchio. L'uomo attira Vidocq in una fabbrica di vetro e, dopo un lungo combattimento, cerca di spingerlo in una fornace. Appeso al bordo, Vidocq gli chiede di rivelare il suo volto. L'uomo mascherato obbedisce e Vidocq si lascia andare, cadendo nel fuoco.
Il giornalista Étienne Boisset si rivolge al collega di Vidocq, René Nimier, chiedendo informazioni per completare la biografia di Vidocq che sta scrivendo e per trovare il suo assassino. Nimier gli rivela che Lautrennes, capo della polizia di Parigi, aveva chiesto ai due investigatori di indagare sulla morte di Belmont, proprietario di una fabbrica di cannoni, e Veraldi, un chimico collega del primo, entrambi deceduti dopo essere stati colpiti da un fulmine. Lautrennes ritiene che questi delitti siano un tentativo di indebolire l'esercito francese in un clima politico instabile. Durante le indagini Vidocq e Nimier, vedendo come prende fuoco la polvere da sparo sui vestiti di un operaio, hanno un'intuizione. Interrogano il servitore incaricato della manutenzione degli abiti delle due vittime, il quale confessa di aver ricevuto una lettera, con denaro contante, in cui gli si ordinava di non pulire le giacche di Belmont e Veraldi. Gli investigatori si rendono conto che i fulmini hanno colpito le vittime perché nei loro cappelli sono stati inseriti dei pettini metallici, decorati con teste di scimmia.
Lautrennes ordina a uno dei suoi uomini, Tauzet, di indagare sulla morte di Vidocq. Da parte sua, Boisset si intrufola nell'ufficio di Nimier e recupera i pettini con la testa di scimmia. Fa risalire le prove a Preah, ballerina e amante di Vidocq. Preah ammette di aver ricevuto anche lei una lettera, contenente denaro, in cui le si chiedeva di mettere i pettini nei cappelli, e di averne parlato a Vidocq. Rivela anche che la lettera includeva un terzo obiettivo: Ernest Lafitte, medico e proprietario di un orfanotrofio. Preah rivela che Vidocq si era precipitato a salvare Lafitte, ma l'assassino mascherato era arrivato per primo. Vidocq inseguì invano l'assassino, che sembra possedere poteri magici e una maschera realizzata con una strana superficie riflettente.
Le indagini portano Boisset al quartiere del Tempio, una zona di Parigi nota per l'alto livello di criminalità e prostituzione. Qui incontra Sylvia, la tenutaria di un bordello, che lo indirizza da un giornalista di nome Froissard che sta indagando sull'assassino mascherato, e da Marine Lafitte, vedova del medico. I due rivelano che Lafitte, Belmont e Veraldi erano narcisisti e ossessionati dal desiderio di prevenire la morte per invecchiamento. Una sera, un uomo con una maschera a specchio offrì loro un elisir di eterna giovinezza in cambio della loro collaborazione nel procurargli giovani fanciulle vergini per i suoi esperimenti. Marie spiega che l'uomo è l'Alchimista, un essere folcloristico del quartiere del Tempio, che si dice sia responsabile di tutti gli omicidi irrisolti nel quartiere e che si ritiene possa rubare l'anima delle persone che si riflettono nello specchio della sua maschera. I tre uomini ricchi accettarono l'accordo e, negli ultimi mesi, andavano a comprare vergini dai poveri della città. Ma in seguito smisero di collaborare per il senso di colpa, così l'Alchimista li uccise per vendetta. Dopo che Boisset se ne va, arriva l'Alchimista, che uccide Froissard e Marine. L'indagine di Boisset attira l'attenzione di Tauzet, che nota che l'Alchimista si sta sbarazzando dei testimoni e teme che Boisset sia il prossimo.
Boisset si intrufola nello studio di Vidocq per recuperare i suoi ultimi appunti, e lì viene raggiunto da Lautrennes e Tauzet. Lautrennes tenta di arrestare Boisset, ma il giornalista scappa. Gli appunti rivelano che Vidocq aveva trovato il laboratorio dove l'Alchimista stava usando il sangue delle vergini per creare una sostanza magica dorata. L'Alchimista arrivò e attaccò Vidocq, che riuscì a prendere un pezzo dalla maschera dell'Alchimista prima che questi scappasse. Dopo aver fatto degli esperimenti con il pezzo della maschera, Vidocq scoprì il segreto dell'assassino: il suo specchio è vivo, mentre la maschera ha la funzione di una pompa; l'Alchimista assorbe l'anima delle sue vittime nel preciso momento in cui le uccide, le imprigiona all'interno della maschera e se ne nutre per non invecchiare mai; l'Alchimista, inoltre, usa il sangue delle vergini per fabbricare il vetro della sua maschera. L'ultima annotazione di Vidocq afferma che l'Alchimista prepara solo i materiali, ma ha bisogno di un complice per fabbricare la maschera a specchio, il che ha condotto l'investigatore alla fabbrica di vetro.
Boisset viene raggiunto da Nimier e Preah, che gli rivelano di aver trovato il complice dell'Alchimista. I tre entrano nella fabbrica di vetro, accompagnati da un artigiano e seguiti di nascosto sia da Tauzet che da Lautrennes. Il complice rivela di aver assistito al combattimento tra Vidocq e l'Alchimista, ma di non essere riuscito a vedere il volto dell'assassino quando si è tolto la maschera. Proprio mentre Boisset dichiara che non ci sono più piste e testimoni, l'artigiano si toglie il travestimento, rivelando di essere Vidocq. Si scopre che Vidocq si è salvato dal fuoco saltando in un buco segreto nel muro della fornace, che aveva visto riflesso nella maschera a specchio prima che l'Alchimista rivelasse di essere lo stesso Boisset. Vidocq ammette quindi di aver simulato la propria morte semplicemente per far abbassare la guardia a Boisset, poiché sapeva che costui avrebbe eliminato tutti gli indizi e i testimoni con ogni mezzo necessario, per nascondere di essere lui l'Alchimista.
Vistosi scoperto, Boisset emette un mostruoso ruggito e indossa la maschera a specchio dell'Alchimista. Nimier apre il fuoco, ma viene ucciso dall'Alchimista che, grazie allo specchio della maschera, respinge magicamente i proiettili dirigendoli verso Nimier. Vidocq insegue l'Alchimista in una sala degli specchi, dove lo costringe a guardare in un frammento di specchio, liberando tutte le anime intrappolate all'interno della maschera. L'Alchimista ferisce Vidocq con una delle sue lame, ma mentre si toglie la maschera con aria trionfante, credendo di aver eliminato il suo rivale, Vidocq si rialza e impala l'Alchimista con un grosso frammento di specchio e lo getta da una finestra, facendolo precipitare nel fiume. Sebbene i poliziotti e Preah siano convinti che l'Alchimista sia morto, Vidocq rimane scettico poiché il corpo non è stato ritrovato. Il giorno dopo, al funerale di Nimier, mentre i personaggi si allontanano, si sente in lontananza il respiro dell'Alchimista, accompagnato dal luccichio d'oro della sua maschera a specchio.

## Produzione
Il film comprendeva 800 riprese modificate in post-produzione per un periodo di otto mesi, per un costo di oltre 20 milioni di euro. È stato il primo lungometraggio ad essere girato in HDTV digitale progressiva a un framerate cinematografico di 24 fps (1080p24), un anno prima di Star Wars: Episodio II - L'attacco dei cloni. Alcune brevi scene, tuttavia, sono state girate utilizzando il formato DV (576i25) per scopi artistici. Solo gli scatti con effetti speciali sono stati deinterlacciati mediante lo smart field blending (che imita una sfocatura di movimento di tipo progressivo dovuta a una diversa velocità dell'otturatoredelle modalità progressive) durante la post-produzione, poiché la troupe degli effetti speciali aveva ovviamente bisogno di fotogrammi progressivi che fossero più facili da elaborare. Le riprese normali non avevano bisogno di deinterlacciamento, grazie alle telecamere HD a scansione progressiva. Il risultato è un aspetto simile a un video dei movimenti nelle riprese DV, a causa della diversa quantità di sfocatura di movimento risultante dai diversi metodi di deinterlacciamento, e movimenti distintivi simili a quelli di un film per le riprese dominanti 1080p24 altrimenti.

## Riconoscimenti
- Méliès d'argento 2001